# Rubroek (Rotterdam)
Rubroek is een wijk in de Nederlandse stad Rotterdam. De wijk ligt in de buurt van Crooswijk in het stadsdeel Kralingen-Crooswijk. De wijk wordt overigens zeer dikwijls als een integraal onderdeel van Crooswijk beschouwd en wordt  begrensd door de Crooswijksesingel in het noorden, de Boezemkade in het oosten, gesitueerd tussen de Boezemweg en de Boezem (die op zijn beurt de waterscheiding tussen Rubroek/Oud-Crooswijk/Nieuw-Crooswijk/Slachthuisbuurt en de nog oostelijker gelegen wijk Kralingen vormt), de Goudsesingel in het zuiden en de Rotte in het westen.
De wijk grenst aan de Stadsdriehoek, het centrum van Rotterdam, en heeft twee grote winkelstraten: de Jonker Fransstraat en de Goudsesingel.

## Geschiedenis
De naam Rubroek komt voor het eerst voor in 1283, in een akte over het ambacht Rubroke. Later wordt ook van Ruychbroek en Ruychpolder gesproken. Het begrip rubroek kan verklaard worden als woest en ruig, nog niet ontgonnen moerasland. De polder Rubroek, bestaande uit Achter- of Oud-Rubroek en uit Voor-Rubroek of Vorenbroek, werd vroeger voor wat betreft de waterschapszaken bestuurd door ambachtsheren of molenbewaarders; deze werden al in het midden van de 16de eeuw door de stad Rotterdam aangesteld. Achter- of Oud-Rubroek viel onder Hillegersberg, Voor-Rubroek onder Rotterdam. De twee delen werden gescheiden door de Oude Zeedijk.
Vanaf 1865 werd de polder Rubroek gevuld met woningbouw voor het groeiende Rotterdam. Daarnaast was in Rubroek de Rotterdamse Veemarkt gevestigd en stonden er onder meer de fabriek van Jamin en de chocoladefabriek van Driessen. Tijdens het bombardement op Rotterdam werd het zuiden van de wijk verwoest. Dit gedeelte van de wijk is in de jaren veertig en vijftig herbouwd. De Jamin-fabriek, die aan de Crooswijksekade stond, verhuisde in 1957 naar Oosterhout en de laatste Veemarkt werd in 1973 gehouden. Daarna vond grootschalige sloop en nieuwbouw plaats in het midden en noorden van de wijk Rubroek. Een van de weinige gebouwen die deze sloopgolf heeft overleefd, is de  Verlosserkerk aan de Goudse Rijweg die sedert 1985 onder meer aan studenten huisvesting biedt.
Crooswijk · 
De Esch · 
Kralingen · 
Rubroek · 
Struisenburg
Rotterdam Centrum ·
Rotterdam-Noord ·
Rotterdam-Oost ·
Rotterdam-West ·
Rotterdam-Zuid ·
110-Morgen ·
Afrikaanderwijk ·
Agniesebuurt ·
Bergpolder ·
Beverwaard ·
Blijdorp ·
Blijdorpse polder ·
Bloemhof ·
Boomgaardshoek ·
Bospolder-Tussendijken ·
CS-kwartier ·
Carnisserbuurt ·
Cool ·
Crooswijk ·
De Esch ·
De Veranda ·
Delfshaven ·
Delfshaven-Schiemond ·
Dijkzigt ·
Feijenoord ·
Gadering ·
Groenenhagen-Tuinenhoven ·
Groot-IJsselmonde ·
Heijplaat ·
Het Lage Land ·
Hillegersberg ·
Hillesluis ·
Homerusbuurt ·
Hordijkerveld ·
Kandelaar ·
Karl Marxbuurt ·
Katendrecht ·
Kiefhoek ·
Kleinpolder ·
Kleiwegkwartier ·
Kop van Zuid ·
Kralingen ·
Kralingse Veer ·
Kreekhuizen ·
Landzicht ·
Liskwartier ·
Lloydkwartier ·
Lombardijen ·
Meeuwenplaat ·
Middelland ·
Middengebied ·
Millinxbuurt ·
Molenlaankwartier ·
Molièrebuurt ·
Nesselande ·
Nieuw Engeland ·
Nieuw-Mathenesse ·
Nieuwe Westen ·
Nooddorp ·
Noordereiland ·
Ommoord ·
Oosterflank ·
Oud-Charlois ·
Oud-IJsselmonde ·
Oud-Mathenesse ·
Oude Noorden ·
Oude Westen ·
Oudeland ·
Overschie ·
Pendrecht ·
Prinsenland ·
Provenierswijk ·
Reyeroord ·
Rubroek ·
Sagenbuurt ·
Scheepvaartkwartier ·
Schiebroek ·
Schiemond ·
's-Gravenland ·
Smeetsland ·
Spaanse Polder ·
Spangen ·
Sportdorp ·
Stadsdriehoek ·
Struisenburg ·
Tarwewijk ·
Terbregge ·
Tussenwater ·
Varenbuurt ·
Vondelingenplaat ·
Vreewijk ·
Waalhaven ·
Westpunt ·
Wielewaal ·
Witte Dorp ·
Zalmplaat ·
Zenobuurt ·
Zestienhoven ·
Zevenkamp ·
Zomerland ·
Zuidwijk